# الكوامل بحري
قرية الكوامل بحرى هي إحدى القرى التابعة لمركز سوهاج بمحافظة سوهاج في جمهورية مصر العربية. حسب إحصاءات سنة 2006، بلغ إجمالي السكان في الكوامل بحري 5584 نسمة، منهم 2781 رجل و 2803 امرأة.